# Lisa Fernandez
Lisa Fernandez (New York, 22 februari 1971) is een rechtshandige softbalster van Cubaans-Puerto Ricaanse afkomst. Ze won 3 maal goud op de Olympische Zomerspelen in 1996, 2000 en in 2004. Ze studeerde aan de Universiteit van Californië in Los Angeles (UCLA).

## Prijzen

### Olympische Zomerspelen
Ze won 3 maal goud op de Olympische Zomerspelen in 1996, 2000 en in 2004, met haar team.

### Pan-Amerikaanse Spelen
Ze won een gouden medaille op de Pan-Amerikaanse Spelen in 1991, 1999 en in 2003 met haar softbalteam.

### Wereldkampioenschap softbal
Ze won een gouden medaille in 1994 en 2002 op het wereldkampioenschap softbal met haar team.

### Overig
- Sportswoman of the Year-Award, 1991 en 1992.
- Honda-Broderick Cup, 1993
- Honda Award voor beste softbalster, 1991, 1992 en 1993

| Logo van de Olympische Spelen | Goud | Zilver | Brons | Logo van de Olympische Spelen |
|                               | 3    | 0      | 0     |                               |

- Virtual International Authority File: 1641156133206658430006